# ليندا موراليس
ليندا موراليس (20 مايو 1988 في الولايات المتحدة - ) هي لاعبة كرة طائرة بورتوريكو في مركز وسط ‏. شاركت في الكرة الطائرة في الألعاب الأولمبية الصيفية 2016. ولعبت مع CSM Volei Alba Blaj ‏.

## وصلات خارجية
- ليندا موراليس على موقع الاتحاد الأوروبي (الإنجليزية)
- ليندا موراليس على موقع قاعدة بيانات الكرة الطائرة الشاطئية (الإنجليزية)
- ليندا موراليس على موقع أوليمبيديا (الإنجليزية)